# День испанского языка в ООН

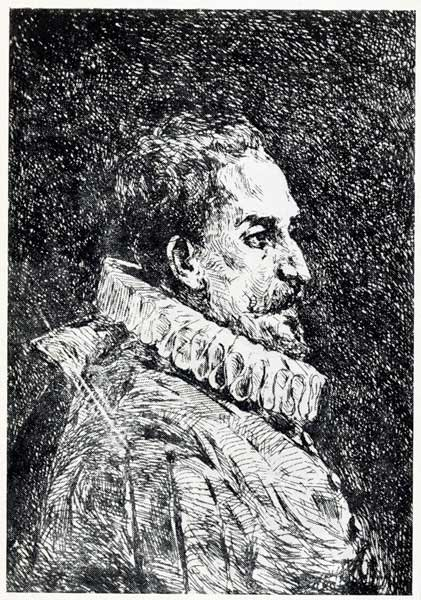
Мигель де Сервантес, гравюра 1877 г. Гомеса Терраса-и-Алиена

День испанского языка в ООН (исп. Día del Idioma Español en las Naciones Unidas) — праздник, отмечается ежегодно 23 апреля. Праздник был учреждён Департаментом общественной информации ООН в 2010 году «для празднования многоязычия и культурного разнообразия, а также для содействия равноправному использованию всех шести официальных языков во всей Организации».
Наряду с праздником ООН, в 2009 году Институтом Сервантеса учреждён «День испанского языка» (исп. Día E) — праздник, который отмечают все, кто преподаёт или изучает испанский язык. Проводится во всех странах, где есть филиалы Института Сервантеса, в последнюю субботу перед летним солнцестоянием. Кроме того, 12 октября является национальным праздником Испании, в этот день Испания и многие испаноязычные страны отмечают День Колумба, именуемый также «День Испанидад» (день испанской культуры) (исп.  Día de la Hispanidad).